# Zbigniew Szpetulski

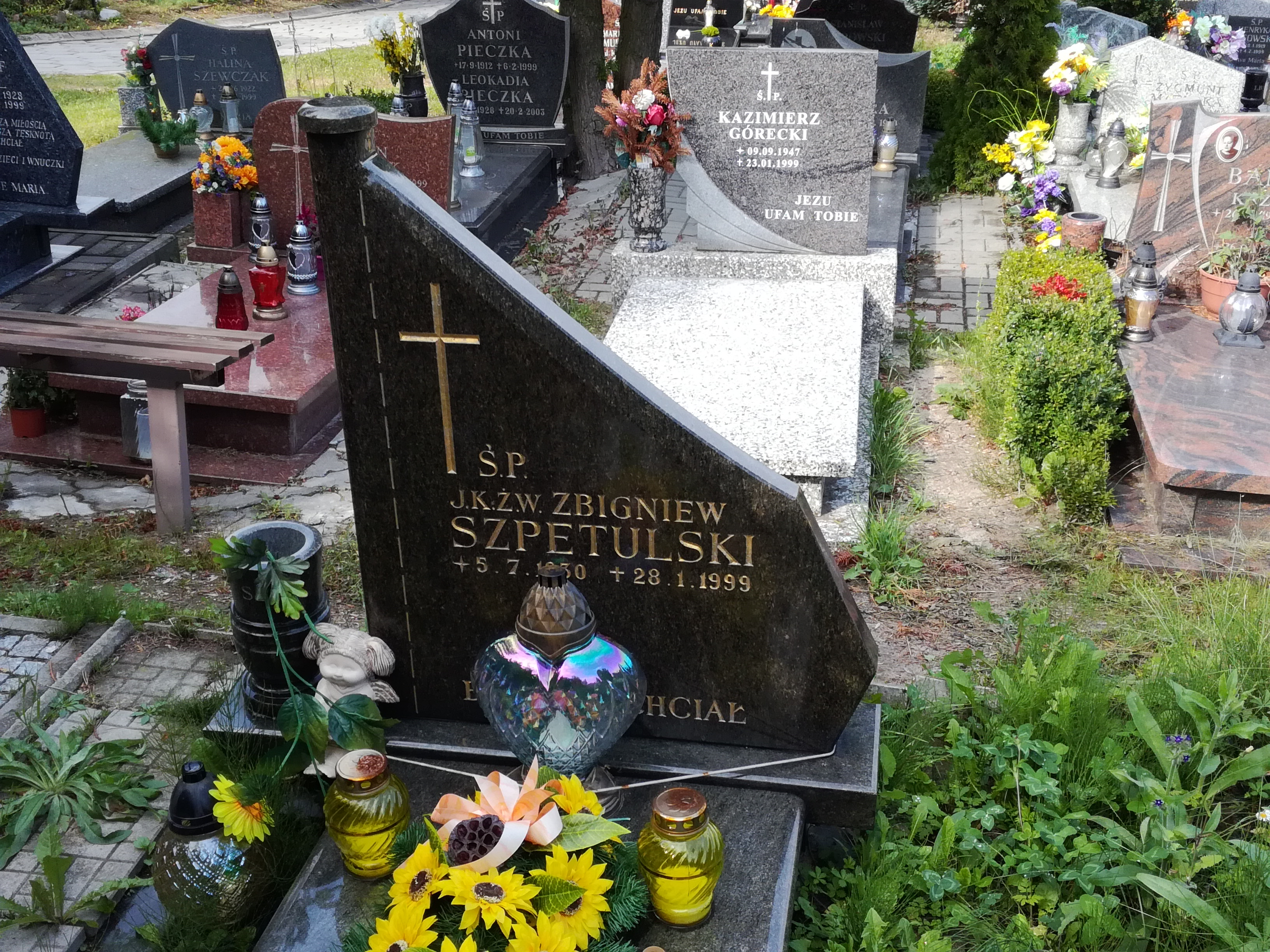
Grób Zbigniewa Szpetulskiego na Cmentarzu Łostowickim w Gdańsku

Zbigniew Szpetulski (ur. 5 lipca 1930 w Warszawie, zm. 28 stycznia 1999 w Gdyni)
– jachtowy kapitan żeglugi wielkiej, nauczyciel akademicki w Akademii Medycznej w Gdańsku i Wyższej Szkole Morskiej w Gdyni, sportowiec-żeglarz, wychowawca, działacz związkowy. W środowisku żeglarskim znany jako „Szpetuła”.

## Życiorys
Był synem leśnika. Dzieciństwo spędził w Białowieży, Siedlcach, Łosicach. Po wojnie rodzice osiedlili się w Charnowie k. Ustki.
Maturę zdał w Słupsku.
W 1952 ukończył studia na Akademii Wychowania Fizycznego w Warszawie, uzyskując dyplom magistra.
W Państwowej Szkole Morskiej w Gdyni pracował najpierw krótko, bo od 1 sierpnia 1952 do 1 października 1953, kiedy to został zwolniony z powodu spóźnienia na naradę z ministerialną dyrektor.
Powodem spóźnienia był sztorm, który zastał Szpetulskiego na morzu. Szpetulski walcząc z żywiołem z trudem doprowadził jacht do portu.
Po usunięciu z Państwowej Szkoły Morskiej podjął pracę w Lidze Przyjaciół Żołnierza, gdzie pracował do 1954.
W 1955 podjął pracę w Studium Wychowania Fizycznego Akademii Medycznej w Gdańsku pracując tam do 1969.
W tym czasie działał w Akademickim Związku Sportowym w Gdańsku, m.in. jako komandor Akademickiego Klubu Morskiego, gdzie wyszkolił setki żeglarzy.
W 1969 powrócił do Wyższej Szkoły Morskiej w Gdyni, gdzie pracował jako starszy wykładowca w Studium Wychowania Fizycznego.
W tym samym roku założył Akademicki Klub Morski przy WSM w Gdyni.
Od października 1984 był kierownikiem Ośrodka Sportów Wodnych przy WSM w Gdyni.
Powoływany był do licznych komisji oceniających i klasyfikujących działalność sportową, głównie żeglarską (m.in. był przewodniczącym Morskiej Komisji Sportowej).
Podczas jego działalności, przez klub przewinęło się około dwustu kapitanów jachtowych, a około stu zdobyło w klubie stopień kapitana jachtowego.
Był komendantem kilkudziesięciu szkoleniowych obozów żeglarskich. Jako oficer, kapitan pływał po Bałtyku, Atlantyku, Morzu Północnym, Morzu Śródziemnym, Adriatyku na różnych jednostkach.
Wniósł wielki wkład w rozwój wychowania morskiego w zakresie żeglarstwa morskiego, żeglarstwa lodowego, narciarstwa wodnego, windsurfingu i wioślarstwa.
Przygotował wielu przyszłych oficerów Marynarki Handlowej, studentów, pracowników WSM poprzez żeglarstwo do rozumienia istoty pracy na morzu, specyfiki tego zawodu.
W 1990 przeszedł na emeryturę.
Będąc na emeryturze, dalej pasjonował się żeglarstwem, włączył się także do działalności związkowej, pracując w Komisji Zakładowej Solidarności przy WSM w Gdyni, zasiadając m.in. w komisji rewizyjnej.

### Ostatnie godziny
Do ostatnich godzin życia był na morzu. Podczas rejsu keczem Joseph Conrad po Bałtyku, na Zatoce Gdańskiej poczuł się źle i jednostka musiała zawrócić do portu w Gdyni.
Z Conrada został zniesiony i przewieziony do szpitala, gdzie po kilku godzinach zmarł. Pochowany został na Cmentarzu Łostowickim w Gdańsku.

## Osiągnięcia sportowe
Karierę sportową zaczął na studiach, podczas których zdobył mistrzostwo w ogólnopolskich mistrzostwach bojerowych. W tej dyscyplinie był później wielokrotnym mistrzem i wicemistrzem Polski w klasie Monotyp XV.
Był pierwszym polskim medalistą w żeglarstwie. W 1957 otrzymał srebrny medal w Mistrzostwach Europy w klasie Latający Holender.
W 1959 wygrał wraz z Romanem Szadziewskim eliminacje do igrzysk olimpijskich w żeglarstwie.
Start na Igrzyskach Olimpijskich w Rzymie (regaty odbywały się w Neapolu) uniemożliwił mu paraliż spowodowany ciężkim wypadkiem i długa rekonwalescencja.
W 1963 ponownie z Romanem Szadziewskim wygrał eliminacje do Igrzysk Olimpijskich w Tokio (regaty odbywały się w Enoshimie). Niestety Polska nie wysłała ekipy żeglarzy.
W 1984 jako kapitan zwyciężył na jachcie Jan z Kolna dwa etapy (Saint-Malo–Bermudy i Bermudy–Halifax) w regatach oceanicznych Tall Ships Races w klasie C, zorganizowanych na 450-lecie odkrycia Kanady przez Jacques’a Cartiera.
Janem z Kolna dowodził też podczas rejsu do Australii.

## Odznaczenia
- Złoty Krzyż Zasługi
- Medal Komisji Edukacji Narodowej
- Złota Odznaka Zasłużonego Działacza AZS
- Złota Odznaka Zasłużonego Działacza Polskiego Związku Żeglarskiego
- Honorowa Odznaka Zasłużonego Działacza Żeglarstwa Polskiego[1]
- Medal 60-lecia Szkoły Morskiej